# Ali Mrabet (homme politique)
Pour les articles homonymes, voir Ali Mrabet.
Ne doit pas être confondu avec Ali Lmrabet.
Ali Mrabet (arabe : علي مرابط), né le 28 octobre 1963, est un médecin militaire, professeur et homme politique tunisien, ministre de la Santé de 2021 à 2024.

## Biographie
Diplômé de la faculté de médecine de Tunis et de l'Institut de médecine tropicale du service de santé des armées en France, il devient professeur en épidémiologie et santé publique.
Il est par ailleurs coordinateur du master de santé publique à la faculté de médecine de Tunis et membre du comité des thèses au sein du même établissement.
Il est spécialisé dans la prévention des maladies du voyageur, les vaccinations de masse, l'éducation sanitaire et la lutte contre les infections sexuellement transmissibles. Il a dirigé à ce titre la campagne mobile de vaccination anti-Covid 19 menée par la santé militaire au profit de la population du gouvernorat de Tataouine en juillet 2021.
Il a pris part, entre 2001 et 2002, à une mission de maintien de la paix en République démocratique du Congo et a été déployé, en 1999, dans un camp de réfugiés kosovars en Albanie et, en 2011, au camp de réfugiés de Choucha.
Ali Mrabet est membre du comité de bioéthique de l'Institut Pasteur de Tunis et de comités de rédaction et de lecture de plusieurs revues médicales nationales et internationales.
Le 6 août 2021, il est nommé par le président Kaïs Saïed comme ministre de la Santé par intérim avant de devenir ministre de plein droit le 11 octobre.

## Vie privée
Il est marié et père d'un enfant.

## Distinctions
- Médaille des Nations unies en 2003[1].